# Koningin Elisabethwedstrijd 2019
De Koningin Elisabethwedstrijd 2019 (voor viool) was de achttiende editie van de Koningin Elisabethwedstrijd voor viool. Deze vond plaats tussen 29 april en 25 mei 2019 in het Flageygebouw en in het Paleis voor Schone Kunsten te Brussel. Eerste laureate werd de Amerikaanse violiste Stella Chen.

## Jury
- Juryvoorzitter: Gilles Ledure
- De juryleden waren: Pierre Amoyal, Martin Beaver, Corina Belcea, Patrice Fontanarosa, Pamela Frank, Lorenzo Gatto, Koichiro Harada, Yossif Ivanov, Dong-Suk Kang, Victor Kissine, Jaime Laredo, Shirly Laub, Mihaela Martin, Midori, Natalia Prischepenko, Vadim Repin en Arabella Steinbacher; niet al deze juryleden waren bij elk van de drie ronden aanwezig.

## Verloop

### Videopreselectie (21 januari - 1 februari 2019)
7 juryleden bekeken en beluisterden ingestuurde video's van 172 kandidaten, 71 werden toegelaten tot de eerste ronde.

### Eerste ronde (29 april - 4 mei)
In de eerste ronde (in het Flageygebouw) traden 64 kandidaten op: 19 mannen en 45 vrouwen met 19 verschillende nationaliteiten. De kandidaten toonden gedurende circa 20 minuten hun prestaties door het spelen van een selectie door de jury uit:
- de sonates in g, a en C voor viool solo van J.S. Bach
- de sonate nr. 8 in G op. 30/3 van Beethoven
- drie capriccio’s van Paganini

### Halve finale (6 - 11 mei)
De jury selecteerde na de eerste ronde 24 kandidaten voor de halve finale.
In de halve finale (ook in Flagey) voerden de violisten de volgende werken uit:
- met orkest (Orchestre royal de chambre de Wallonie onder leiding van Jean-Jacques Kantorow) een van de concerti van Mozart: KV207 (nr. 1 in Bes), KV218 (nr. 4 in D) of KV219 (n. 5 in A)
- een recital met pianobegeleiding
- het verplichte werk Scherzo - Bagatelle van Bram Van Camp dat speciaal voor deze editie is geschreven en op 6 mei 2019 in wereldpremière ging in een uitvoering van Júlia Pusker;
- de 3de en 4de beweging van de sonate in g op. 27/1 voor viool solo van Eugène Ysaÿe;
- werk(en) naar keuze.

### Finale (20 – 25 mei)
In het Paleis voor Schone Kunsten van Brussel speelden de finalisten een vioolconcert naar keuze en het verplichte werk  voor viool en orkest speciaal voor deze editie geschreven door de componist Kimmo Hakola. Ze worden begeleid door het Nationaal Orkest van België onder leiding van Hugh Wolff.
Op zaterdag 11 mei maakte de juryvoorzitter de finalisten bekend. Deze zijn Stella Chen (VS), Timothy Chooi (Canada), Ioana Cristina Goicea (Roemenië), Luke Hsu (VS), Sylvia Huang (België), Stephen Kim (VS), Shannon Lee (Canada), Seiji Okamoto (Japan), Júlia Pusker (Hongarije), Eva Rabchevska (Oekraïne), Ji Won Song (Korea) en Yukiko Uno (Japan).

## Uitslag laureaten KEW 2019
Geklasseerde laureaten
1. Stella Chen (Verenigde Staten)
2. Timothy Chooi (Canada)
3. Stephen Kim (Verenigde Staten)
4. Shannon Lee (Canada)
5. Júlia Pusker (Hongarije)
6. Ioana Cristina Goicea (Roemenië)

Overige laureaten (in alfabetische volgorde)
- Luke Hsu (Verenigde Staten)
- Sylvia Huang (België)
- Seiji Okamoto (Japan)
- Eva Rabchevska (Oekraïne)
- Wang Xiao (China)
- Yukiko Uno (Japan))

## Prijzen

### Gewone prijzen
- Eerste prijs, Grote Internationale Prijs Koningin Elisabeth, Prijs Koningin Mathilde (€ 25.000), met concertaanbiedingen en de Huggins Stradivarius (1708) in bruikleen voor vier jaar: Stella Chen
- Tweede prijs, Prijs van de Belgische Federale Regering, Prijs Eugène Ysaÿe (€ 20.000): Timothy Chooi
- Derde prijs, Prijs Graaf de Launoit (€ 17.000): Stephen Kim
- Vierde prijs, Prijs van de Gemeenschapsregeringen van België, dit jaar aangeboden door de Regering van de Federatie Wallonië-Brussel (€ 12.500): Shannon Lee
- Vijfde prijs, Prijs van het Brussels Hoofdstedelijk Gewest (€ 10.000): Júlia Pusker
- Zesde prijs, Prijs van de Stad Brussel (€ 8.000): Ioana Cristina Goicea

### Bijzondere prijzen
- Prix Musiq 3 en Canvas/Klara-prijs (elk € 2.500, gekozen door luisteraars voor hun lievelingskandidaat): Sylvia Huang